# Mad as Fuck
Mad As Fuck to tytuł albumu wydanego przez anarchopunkowy zespół Oi Polloi ze Szkocji. Materiał został wydany jak split z grupą Toxic Ephex przez Green Vomit Records w 1987 roku.

## Utwory Oi Polloi
1. Go Green
2. Scum
3. Minority Authority
4. They Shoot Children, Don't They?
5. Foundations For A Future
6. No Filthy Nuclear Power